# Селянин

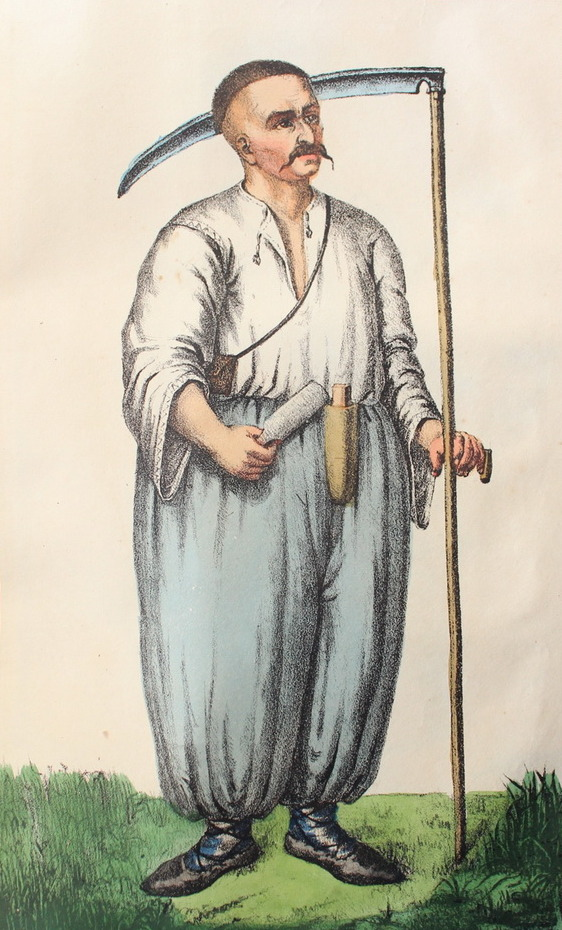
Український селянин (1786)

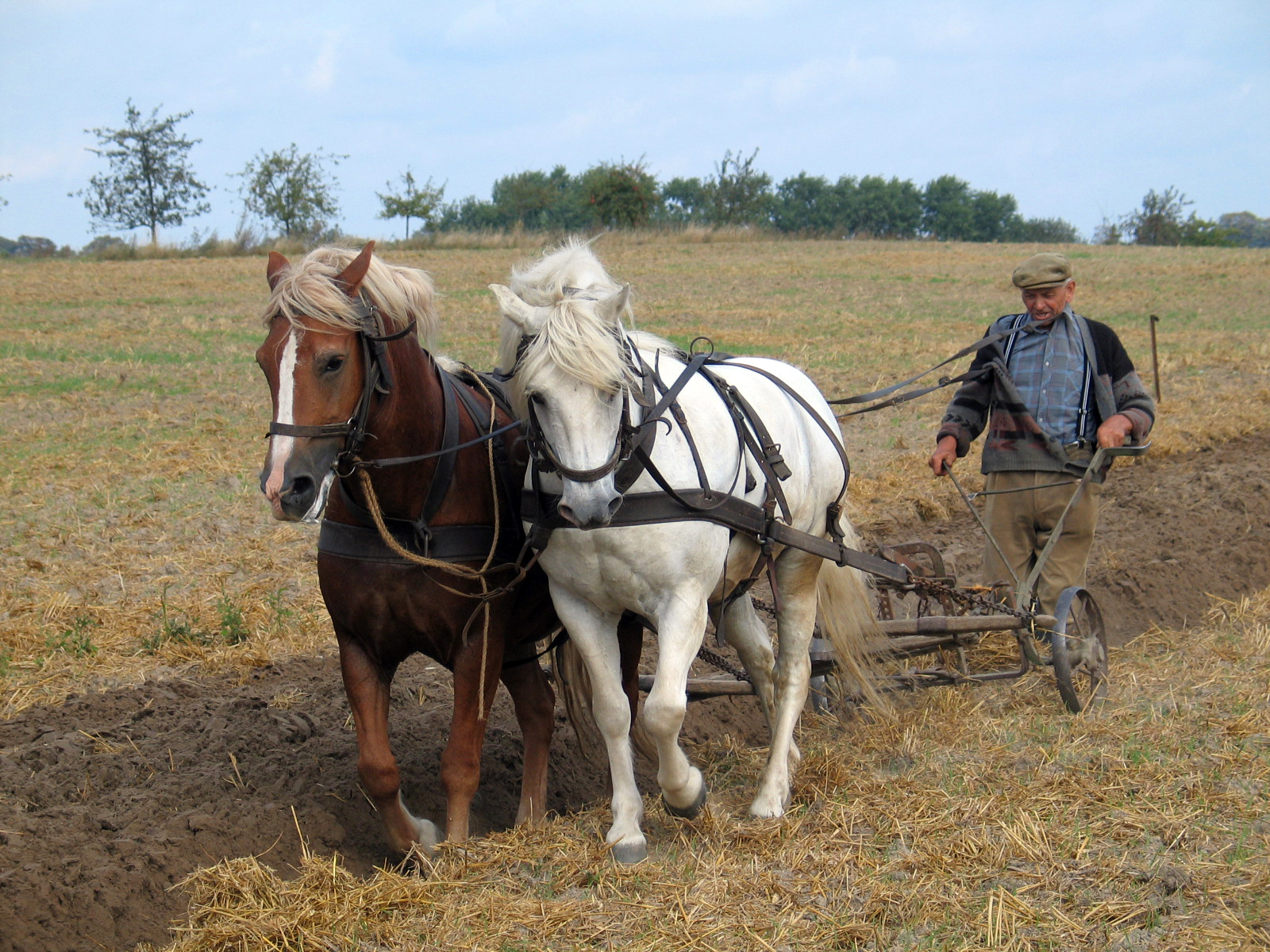
Фермер з плугом, Німеччина

Селя́ни — жителі сіл і сільських місцевостей, а також люди, чиїм джерелом існування є праця на землі, зайнятість в сільському господарстві; це більшість населення в будь-якому доіндустріальному суспільстві. (див.: історичний суспільний стан, або прошарок — «Селянство»). Цей загальний термін описує людину, яка працює в сільському господарстві, і термін не фокусується на відносинах власності та господарювання. Селянином може бути кріпак, вільний землероб, колгоспник, працівник радгоспу або найманий працівник. В Україні та Росії сімейні господарства в аграрному секторі називалися селянськими. Щодо фермерів, то фермерське господарство в Україні почало розвиватися з 2-ї половини 1990-х років з частковим введенням приватної власності на землю.

## Положення в суспільній ієрархії
У середньовічній Європі селяни були розділені на два класи відповідно до їх особистого статусу: кріпаки (або іноді їх також зовуть раби) і вільні селяни. Селяни або мали право власності на землю (Безумовне право власності), або тримали землю в будь-якому з декількох форм землекористування (Володіння землею на засадах надання послуг власникові з її обробки).
Селяни, як правило, складають більшість сільськогосподарської робочої сили в доіндустріальному суспільстві. Більшість людей в середні століття були селянами.
Наприклад, в Угорщині на початок першої половини XVIII ст. абсолютна більшість населення перебувала в тій чи іншій формі залежності від світських і духовних феодалів або держави. Такі категорії селян, як удворники, лібертіни, сабодаші користувалися земельними наділами, виконуючи натуральні та грошові повинності на користь землевласників і держави. Желярі і таксалісти мали присадибне господарство без орної землі, за що також виконували різні повинності нерегламентовані законом.
У 1920-х роках селяни становили 81,5% населення УРСР.
Хоча «селянин» є вільним словом-додатком, однак в ринковій економіці (англ. market economy) прижився термін селянин-власник і часто використовується для опису традиційного сільського населення в країнах, де дрібними ділянками (англ. Smallholding) сільського господарства обробляють багато землі. Наприклад, основне виробництво картоплі в Україні зосереджено в домогосподарствах населення, і лише незначна частка виробництва припадає на фермерів.
Слово-додаток «селянин» використовується людьми як принизливе позначення, оскільки перші вважають себе:
- більш високого класу (як це були дворянство і духовенство, і на самому верху був монарх),
  - та для людей з низьким рівнем доходу на цьому тлі.
- радянські люди відповідно до теорії класової боротьби,
  - люди, які відкидають немарксистський аналіз селянства,

оскільки слово «селянин» походить від звичайного слова «селитись»(див. етимологію у статті Село).

## У народному господарстві
Наприклад, економіка Данії спирається на високотехнологічне сільське господарство (лісові виробничі площі, рослинництво і тваринництво), яке виробляє продукцію, достатню для забезпечення 15 млн осіб, що втричі перевищує кількість населення Данії, при тому, що у промисловості переважають дрібні і середні підприємства (без великих будівель комунізму), а в сільському господарстві — сімейна ферма.
Олександр Чаянов був одним з перших прихильників важливості розуміння селянської поведінки, стверджуючи, що селянська економіка (синонім: сільське господарство) не є чимось відмінним від фермерства, і селяни можуть і будуть працювати настільки тяжко, наскільки це їм необхідно для задоволення власних потреб, і коли не буде стимулу виходити за межі цих потреб — це може привезти до уповільнення і припинення бажання працювати, коли вони будуть задоволені.